# Exostoma labiatum
Exostoma labiatum es una especie de peces de la familia Sisoridae en el orden de los Siluriformes.

## Morfología
• Los machos pueden llegar alcanzar los 11 cm de longitud total.
- Número de  vértebras:.[1][2]

## Alimentación
Come larvas de insectos Y organismos bentónicos.

## Hábitat
Es un pez de agua dulce y de clima tropical.

## Distribución geográfica
Se encuentran en Asia: la India, el río Brahmaputra en el Tíbet y la  cuenca del río Salween .